# سلکت‌فلور
۱-کلرومتیل-۴-فلورو-۴٬۱-دی‌آزونیابی‌سیکلو[۲.۲.۲]اکتان بیس(تترافلوروبورات) یا سِلِکت‌فلور، که علامت تجاری متعلق به شرکت ایر پروداکتز اند کمیکالز است،  یک واکنشگر در شیمی است که به عنوان دهنده فلوئور استفاده می‌شود. این ترکیب از مشتقات باز هسته‌دوست DABCO است. این نمکِ بی‌رنگ برای اولین بار در سال ۱۹۹۲ توصیف شد. و از آن زمان برای استفاده در شیمی آلی در واکنش‌های فلوئوردار کردن الکترون‌دوست به صورت تجاری در دسترس است.

## فرآوری
سلکت‌فلور با N-آلکیلاسیون دی‌آزابی‌سیکلو[۲.۲.۲]اکتان (DABCO) با دی‌کلرومتان، و به دنبال آن تبادل یونی با سدیم تترافلوئوروبورات (جایگزینی ضدیون کلرید برای تترا فلوئوروبورات) سنتز می‌شود. در نهایت، این نمک با فلوئور عنصری و سدیم تترافلوئوروبورات تصفیه می‌شود: 

## کاربردها
منبع متعارف «فلورِ الکترون‌دوست»، یعنی معادل ابرالکترون‌دوست +F، فلوئور گازی است که برای کار کردن با آن به تجهیزات تخصصی نیاز است. واکنشگر سلکت‌فلور نمکی است که استفاده از آن فقط به مراحل و فرآیندهای معمول نیاز دارد. مانند F۲، این نمک معادل +F را ایجاد می‌کند. به طور عمده در سنتز ترکیبات آلی فلوئور استفاده می‌شود:

### کاربردهای ویژه
سلکت‌فلور همچنین به عنوان یک اکسنده قوی عمل می‌کند، خاصیتی که در واکنش‌های دیگر در شیمی آلی مفید است. مانند اکسایش الکل‌ها و فنول‌ها. در هنگام استفاده برای یددار کردن الکترون‌دوست، این واکنشگر پیوند I-I را در مولکول I۲ فعال می‌کند.

## سایر مراجع
1. Lal, G. S., J. Org. Chem. 1993, 58, 2791.
2. Lal, G. S., Synth. Commun. 1995, 25 (5), 725.
3. Banks, R. E.; Lawrence, N. J.; Popplewell, A. L., J. Chem. Soc., Chem. Commun. 1994, 343.
4. Banks, R. E., J. Fluorine Chem. 1998, 87, 1.
5. Zupan, M.; Iskra, J.; Stavber, S., J. Fluorine Chem., 1995, 70, 7.
6. Matthews, D.P.; Miller, S. C.; Jarvi E. T.; Sabol, J. S.; McCarthy, J. R., Tettrahedron Lett. 1993, 34 (19), 3057.
7. Brunaus, M.; Dell, C. P.; Owton, W. M., J. Fluorine Chem. 1994, 201.
8. McClinton, M. A. ; Sik, V., J. Chem. Soc., Perkin Trans. I, 1992, 1891.
9. Hodson, H. F.; Madge, D. J.; Slawin, A. N. Z.; Widdawson, D. A.; Williams, D. J., Tetrahedron, 1994, 50 (6), 1899.
10. Stavber, S.; Zupan, M., J. Chem. Soc., Chem. Commun. 1994, 149.
11. Stavber, S.; Sotler, J.; Zupan, M., Tettrahedron Lett. 1994, 35 (7), 1105.

## ثبت اختراعات
- US 5459267 "1-substituted-4-fluoro-1,4-diazoniabicyclo[2.2.2]octane salts and their application as fluorinating agents"
- US 55227493 "Fluorinated Sulfonamide Derivatives"
- US 5086178 "Fluorinated Diazabicycloalkane Derivatives"
- US 5473065 "Fluorinated Diazabicycloalkane Derivatives"
- US 5442084 "Method of Selective Fluorination"